# Aeropuerto Internacional de Iași
El Aeropuerto Internacional de Iași (IATA: IAS, ICAO: LRIA) es un aeropuerto internacional localizado cerca de Iași, Rumanía, a 8 km (5 mi) km (5 mi) al este del centro de ciudad de Iași. El aeropuerto es uno de los aeropuertos más viejos de Rumanía.

## Historia

### Desarrollo actual y futuro
En 2013, el aeropuerto empezó un proyecto de desarrollo a largo-plazo con varios escenarios. El módulo 1 del proyecto (con un coste estimado de €57 millones de inversión), completado en noviembre de 2015, implicó la construcción de una nueva pasarela de 2.400 m (7,874 ft), un edificio terminal (T3), y la extensión de la zona de estacionamiento de aeronaves.
En octubre de 2015, se propuso un proyecto que incluye la expansión de la terminal T2 (doblaría el área de la terminal).
Para el largo plazo, el proyecto de desarrollo propone otros módulos para la construcción, en el lado oriental de la pista, de una terminal de pasajeros nueva, una zona de estacionamiento de aeronaves nueva, dos calles de rodadura, una terminal de carga, un depósito de combustible para las aeronaves y una nueva carretera de acceso, así como la extensión de 600 m (1969 pies) m a la pista de aterrizaje (llegando a una longitud total de 3.000 m).
El aeropuerto se mantiene con un crecimiento sostenido año tras año en lo que a pasajeros transportados se refiere, en 2016 alcanzó 882.628 pasajeros y el 13 de noviembre de 2017, el aeropuerto alcanzó el récord de 1.000.000 en lo que va del año.

## Terminales
Las instalaciones del aeropuerto constan de tres terminales. La Terminal T2 se utiliza para vuelos domésticos, la T3 es principalmente utilizada para vuelos internacionales. 

## Aerolíneas y destinos

### Pasajeros
| Aerolíneas        | Destinos |
| ----------------- | --- |
| Austrian Airlines | Viena |
| Eurowings         | Estacional: Düsseldorf (inicia 1 de mayo de 2024), Stuttgart (inicia 3 de mayo de 2024) |
| HiSky             | Dublín |
| Ryanair           | Beauvais, Bérgamo, Charleroi, Dublín |
| Sky Express       | Chárter estacional: Heraclión |
| TAROM             | Bucarest-Otopeni |
| Wizz Air          | Barcelona, Basilea/Mulhouse, Beauvais, Bérgamo, Berlín, Billund, Bolonia, Charleroi, Copenhague, Dortmund, Eindhoven, Estambul,Valencia (inicia el 28 de octubre de 2025). Lárnaca, Liverpool, Londres-Luton, Madrid, Memmingen, Roma-Ciampino, Roma–Fiumicino, Tel Aviv-Ben Gurión (suspendido), Turín, Venecia Estacional: Catania |

## Tráfico y estadísticas

### 2016
| Mes   | Pasajeros | Variación (2015-2014) | Pasajeros acumulados |
| ----- | --------- | --------------------- | -------------------- |
| Enero | 41,805    | 85.9%                 | 41,805               |

| Ciudad   | Aeropuerto                                             | Salidas semanales (febrero de 2016) | Pasajeros (2014) | Aerolíneas                |
| -------- | ------------------------------------------------------ | ----------------------------------- | ---------------- | ------------------------- |
| Bucarest | Henri Coandă Aeropuerto Internacional                  | 42                                  | 109,865          | Blue Air, TAROM           |
| Londres  | Londres-Luton                                          | 6                                   | -                | Blue Air, TAROM, Wizz Air |
| Roma     | Roma-Fiumicino                                         | 6                                   | 32,888           | Blue Air, TAROM           |
| Viena    | Aeropuerto de Viena                                    | 5                                   | 29,071           | Aerolíneas austriacas     |
| Turin    | Aeropuerto de Turín-Caselle                            | 3                                   | 27,261           | TAROM                     |
| Bolonia  | Aeropuerto de Bolonia                                  | 2                                   | 18,939           | TAROM                     |
| Estambul | Aeropuerto Internacional Atatürk                       | 2                                   | -                | TAROM                     |
| Milán    | Aeropuerto de Bérgamo-Orio al Serio                    | 2                                   | -                | Wizz Air                  |
| Múnich   | Aeropuerto Internacional de Múnich-Franz Josef Strauss | 2                                   | -                | TAROM                     |
| París    | Aeropuerto de Beauvais-Tillé                           | 2                                   | -                | Blue Air                  |
| Tel Aviv | Aeropuerto Internacional Ben Gurión                    | 2                                   | -                | TAROM                     |
| Venecia  | Aeropuerto de Sant'Angelo Treviso                      | 2                                   | -                | Wizz Air                  |

## Transporte terrestre

### Autobús
RATP, el operador público de transporte de Iași, proporciona servicios por la ruta 50 al centro de ciudad (Piațun Unirii/Plaza de la Unión), a unas horas concretas, coincidiendo con llegadas y salidas de vuelos. A octubre de 2015, el precio del billete es de 2 RON  (0.45 €) para un ticket de ida. Dependiendo de la viabilidad, el servicio podría extenderse a la Estación central de ferrocarril de Iași.

### Taxi
Varios taxis proporcionan servicios desde y hacia el aeropuerto. El precio oscila alrededor de 2 RON/km.